# Bowenia serrulata
Bowenia serrulata är en kärlväxtart som först beskrevs av William Bull, och fick sitt nu gällande namn av Chamb. Bowenia serrulata ingår i släktet Bowenia och familjen Stangeriaceae. IUCN kategoriserar arten globalt som livskraftig. Inga underarter finns listade i Catalogue of Life.